# بخش راندولف (شهرستان پورتاژ، اوهایو)
بخش راندولف (به انگلیسی: Randolph Township) یک منطقهٔ مسکونی در ایالات متحده آمریکا است که در شهرستان پورتیج، اوهایو واقع شده‌است.
 بخش راندولف ۷۵٫۶ کیلومتر مربع مساحت و ۵٬۵۰۴ نفر جمعیت دارد و ۳۴۳ متر بالاتر از سطح دریا واقع شده‌است.